# Burosse-Mendousse
Pour les articles homonymes, voir Burosse et Mendousse.
Burosse-Mendousse est une commune française, située dans le département des Pyrénées-Atlantiques en région Nouvelle-Aquitaine.

## Géographie

### Localisation
La commune de Burosse-Mendousse se trouve dans le département des Pyrénées-Atlantiques, en région Nouvelle-Aquitaine.
Elle se situe à 37 km par la route de Pau, préfecture du département, et à 27 km de Serres-Castet, bureau centralisateur du canton des Terres des Luys et Coteaux du Vic-Bilh dont dépend la commune depuis 2015 pour les élections départementales.
La commune fait en outre partie du bassin de vie de Garlin.
Les communes les plus proches sont : 
Saint-Jean-Poudge (2,7 km), Lannecaube (3,1 km), Taron-Sadirac-Viellenave (3,1 km), Mascaraàs-Haron (3,3 km), Vialer (3,3 km), Tadousse-Ussau (4,0 km), Lalongue (4,2 km), Mouhous (4,6 km).
Sur le plan historique et culturel, Burosse-Mendousse fait partie de la province du Béarn, qui fut également un État et qui présente une unité historique et culturelle à laquelle s’oppose une diversité frappante de paysages au relief tourmenté.

### Communes limitrophes
Les communes limitrophes sont  Lalongue, Lannecaube, Mascaraàs-Haron, Saint-Jean-Poudge, Taron-Sadirac-Viellenave et Vialer.
|                          | Mascaraàs-Haron   | Saint-Jean-Poudge |
| Taron-Sadirac-Viellenave | Burosse-Mendousse | Vialer            |
|                          | Lannecaube        | Lalongue          |

### Hydrographie

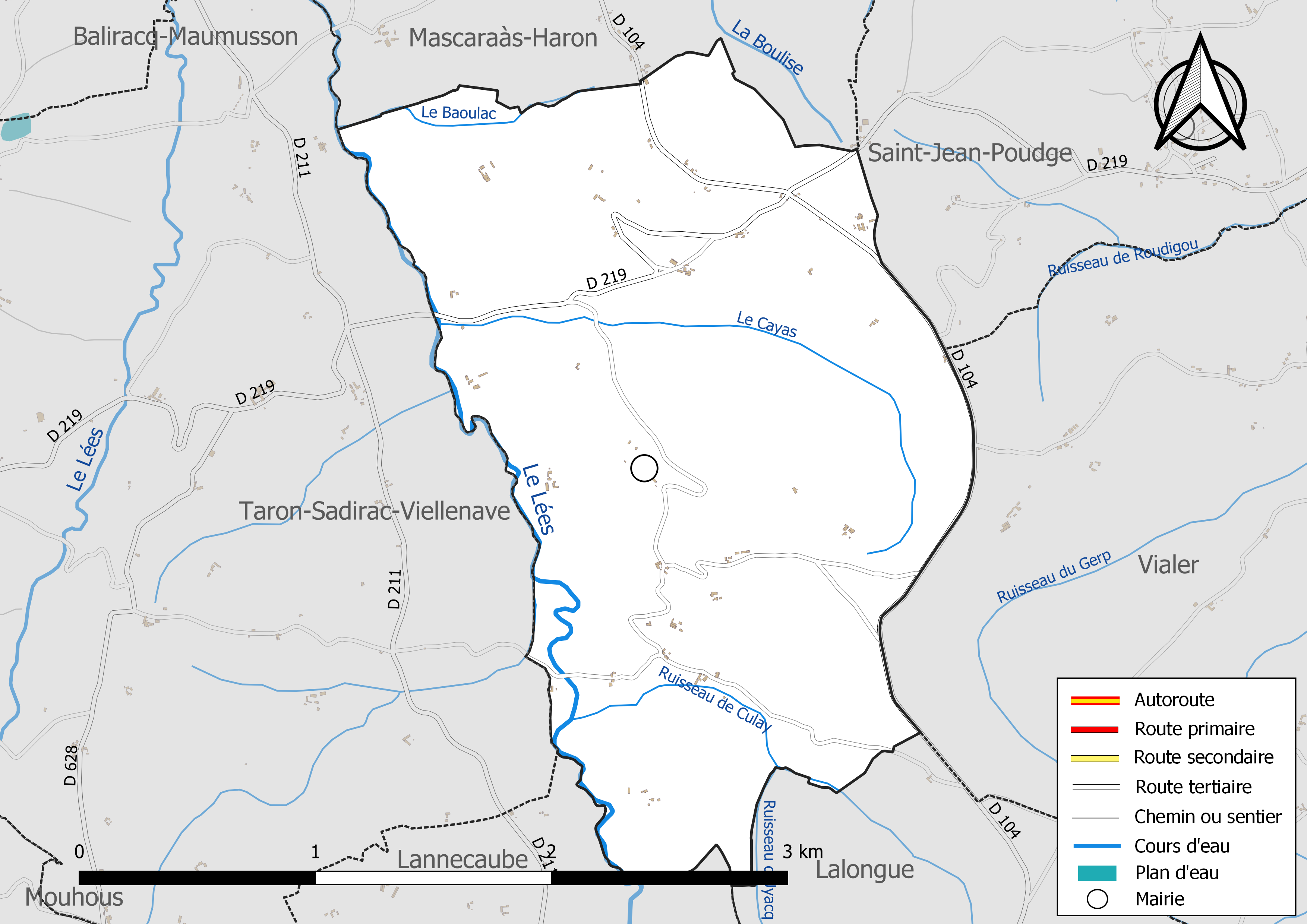
Réseaux hydrographique et routier de Burosse-Mendousse.

La commune est drainée par le Léès, le Baoulac, le Cayas, le ruisseau de Culay, le ruisseau d'Uyacq, et par divers petits cours d'eau, constituant un réseau hydrographique de 8 km de longueur totale,.
Le Léès, d'une longueur totale de 39 km, prend sa source dans la commune de Sedzère et s'écoule du sud vers le nord. Il longe le territoire communal sur son flanc ouest et en constitue la limite séparative avec Taron-Sadirac-Viellenave, puis se jette dans le Léez à Lannux, après avoir traversé 21 communes.

### Climat
Pour des articles plus généraux, voir Climat de la Nouvelle-Aquitaine et Climat des Pyrénées-Atlantiques.
Historiquement, la commune est dans une zone de transition entre les climats océaniques aquitain et montagnard.  
En 2020, Météo-France publie une typologie des climats de la France métropolitaine dans laquelle la commune est exposée à un climat de montagne et est dans une zone de transition entre les régions climatiques « Aquitaine, Gascogne » et « Pyrénées atlantiques ».
Pour la période 1971-2000, la température annuelle moyenne est de 13,4 °C, avec une amplitude thermique annuelle de 14,2 °C. Le cumul annuel moyen de précipitations est de 1 087 mm, avec 11,3 jours de précipitations en janvier et 7,8 jours en juillet. Pour la période 1991-2020, la température moyenne annuelle observée sur la station météorologique la plus proche, située sur la commune de Mont-Disse à 7 km à vol d'oiseau, est de 13,9 °C et le cumul annuel moyen de précipitations est de 1 010,8 mm,. Pour l'avenir, les paramètres climatiques de la commune estimés pour 2050 selon différents scénarios d'émission de gaz à effet de serre sont consultables sur un site dédié publié par Météo-France en novembre 2022.

### Milieux naturels et biodiversité

#### Espaces protégés
La protection réglementaire est le mode d’intervention le plus fort pour préserver des espaces naturels remarquables et leur biodiversité associée,.
Un  espace protégé est présent sur la commune : 
le « coteau de Garlin », un terrain acquis (ou assimilé) par un conservatoire d'espaces naturels,, d'une superficie de 20,6 ha.

#### Réseau Natura 2000
Le réseau Natura 2000 est un réseau écologique européen de sites naturels d'intérêt écologique élaboré à partir des Directives « Habitats » et « Oiseaux », constitué de zones spéciales de conservation (ZSC) et de zones de protection spéciale (ZPS).
Un site Natura 2000 a été défini sur la commune au titre de la « directive Habitats » : les « coteaux de Castetpugon, de Cadillon et de Lembeye », d'une superficie de 220 ha, présentant des pelouses calcaires riches en orchidées et autres plantes rares régionalement, globalement bien conservées,.

#### Zones naturelles d'intérêt écologique, faunistique et floristique
L’inventaire des zones naturelles d'intérêt écologique, faunistique et floristique (ZNIEFF) a pour objectif de réaliser une couverture des zones les plus intéressantes sur le plan écologique, essentiellement dans la perspective d’améliorer la connaissance du patrimoine naturel national et de fournir aux différents décideurs un outil d’aide à la prise en compte de l’environnement dans l’aménagement du territoire.
Une ZNIEFF de type 1 est recensée sur la commune, : 
les « pelouses à orchidées de Burosse-Mendousse, Castetpugon, Cadillon et Castillon » (86,99 ha), couvrant 6 communes du département et une ZNIEFF de type 2,, : 
les « coteaux calcaires du Béarn » (461,36 ha), couvrant 20 communes du département.

## Urbanisme

### Typologie
Au 1er janvier 2024, Burosse-Mendousse est catégorisée commune rurale à habitat très dispersé, selon la nouvelle grille communale de densité à sept niveaux définie par l'Insee en 2022.
Elle est située hors unité urbaine. Par ailleurs la commune fait partie de l'aire d'attraction de Pau, dont elle est une commune de la couronne,. Cette aire, qui regroupe 227 communes, est catégorisée dans les aires de 200 000 à moins de 700 000 habitants,.

### Occupation des sols

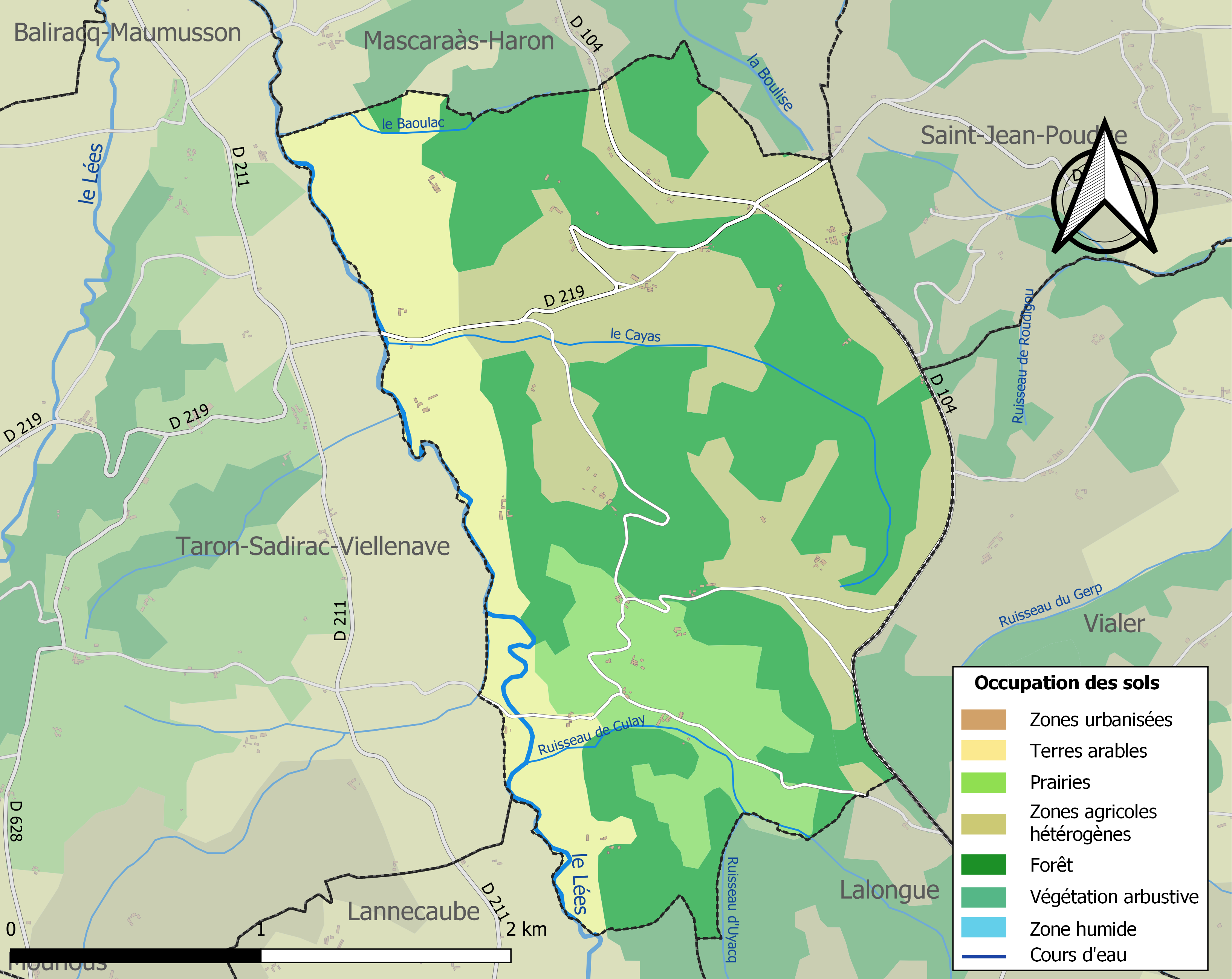
Carte des infrastructures et de l'occupation des sols de la commune en 2018 (CLC).

L'occupation des sols de la commune, telle qu'elle ressort de la base de données européenne d’occupation biophysique des sols Corine Land Cover (CLC), est marquée par l'importance des territoires agricoles (56,8 % en 2018), une proportion identique à celle de 1990 (56,8 %). La répartition détaillée en 2018 est la suivante : 
forêts (43,2 %), zones agricoles hétérogènes (28,5 %), terres arables (17,2 %), prairies (11 %). L'évolution de l’occupation des sols de la commune et de ses infrastructures peut être observée sur les différentes représentations cartographiques du territoire : la carte de Cassini (XVIIIe siècle), la carte d'état-major (1820-1866) et les cartes ou photos aériennes de l'IGN pour la période actuelle (1950 à aujourd'hui).

### Lieux-dits et hameaux
- Les Adis ;
- Burosse : le Château, Labat, Lachique ;
- Mendousse : Clot, Lapuyade, le Moulin.

### Voies de communication et transports
La commune est desservie par les routes départementales 104 et 219.

### Risques majeurs
Le territoire de la commune de Burosse-Mendousse est vulnérable à différents aléas naturels : météorologiques (tempête, orage, neige, grand froid, canicule ou sécheresse), inondations et séisme (sismicité modérée). Il est également exposé à un risque technologique,  le transport de matières dangereuses, et à un risque particulier : le risque de radon. Un site publié par le BRGM permet d'évaluer simplement et rapidement les risques d'un bien localisé soit par son adresse soit par le numéro de sa parcelle.

#### Risques naturels
Certaines parties du territoire communal sont susceptibles d’être affectées par le risque d’inondation par une crue à  débordement lent de cours d'eau, notamment le Léès. La commune a été reconnue en état de catastrophe naturelle au titre des dommages causés par les inondations et coulées de boue survenues en 1982 et 2009,.

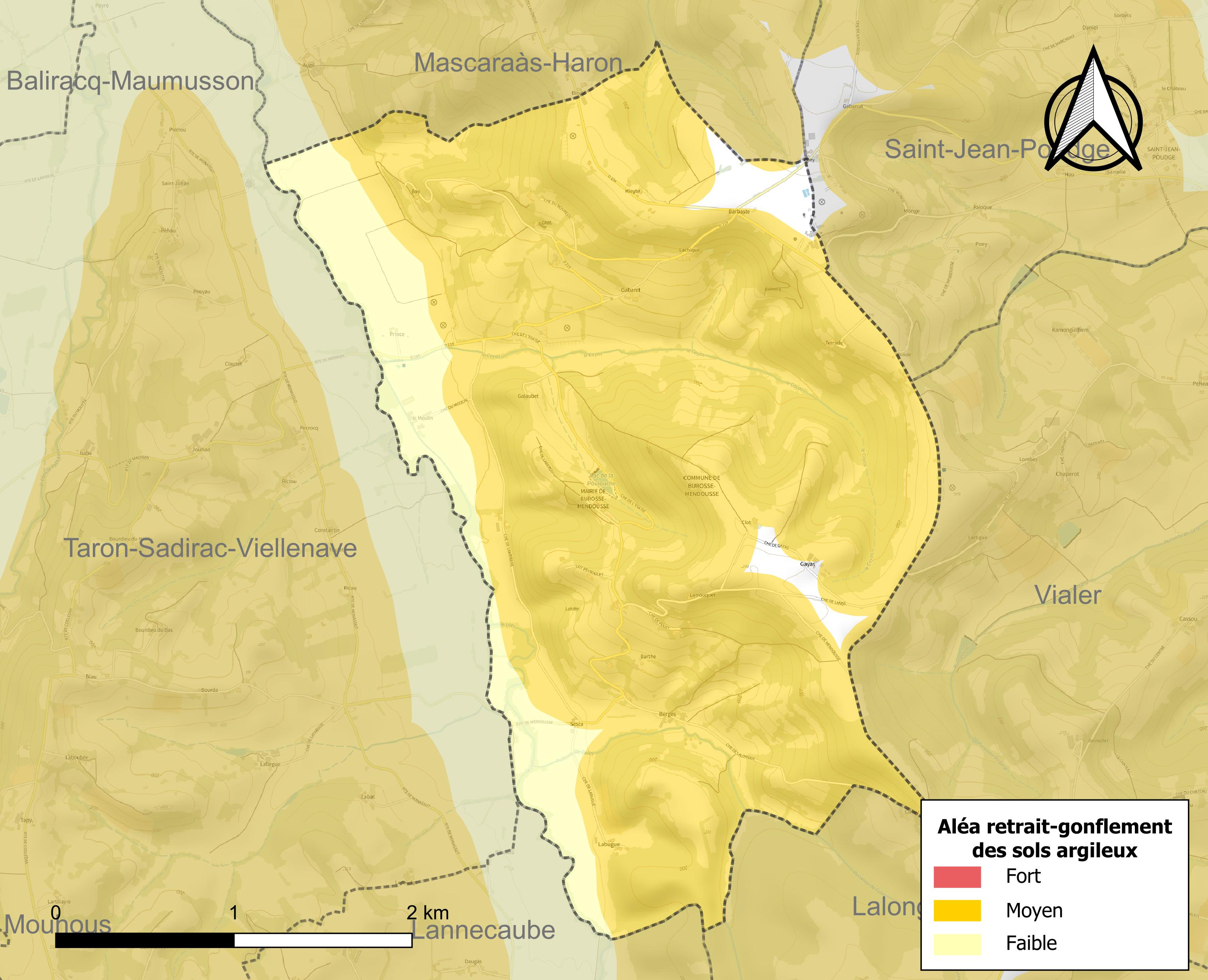
Carte des zones d'aléa retrait-gonflement des sols argileux de Burosse-Mendousse.

Le retrait-gonflement des sols argileux est susceptible d'engendrer des dommages importants aux bâtiments en cas d’alternance de périodes de sécheresse et de pluie. 85,8 % de la superficie communale est en aléa moyen ou fort (59 % au niveau départemental et 48,5 % au niveau national). Depuis le 1er octobre 2020, en application de la loi ELAN, différentes contraintes s'imposent aux vendeurs, maîtres d'ouvrages ou constructeurs de biens situés dans une zone classée en aléa moyen ou fort,.

#### Risque particulier
Dans plusieurs parties du territoire national, le radon, accumulé dans certains logements ou autres locaux, peut constituer une source significative d’exposition de la population aux rayonnements ionisants. Selon la classification de 2018, la commune de Burosse-Mendousse est classée en zone 2, à savoir zone à potentiel radon faible mais sur lesquelles des facteurs géologiques particuliers peuvent faciliter le transfert du radon vers les bâtiments.

## Toponymie
Le toponyme Burosse apparaît sous les formes
Burossium (1312, titres de Béarn),
Buroose (1402, censier de Béarn) et
Burossa (vers 1540, réformation de Béarn).
Le toponyme Mendousse apparaît sous les formes
Mendaosse (1286, titres de Béarn),
Mendeossa (XIIIe siècle, fors de Béarn),
Bendaosse (1323, titres de Béarn),
Mendeosse (1385, censier de Béarn) et
Mendosa (1538, réformation de Béarn).
Le hameau des Adis est mentionné en 1863 (dictionnaire topographique Béarn-Pays basque).

## Histoire
Paul Raymond note qu'en 1385, Burosse dépendait du bailliage de Lembeye et comptait trois feux.
Le village de Mendousse s'est uni à Burosse le 27 juin 1842.

## Politique et administration

### Liste des maires
| Période                                  | Période       | Identité      | Étiquette | Qualité |
| ---------------------------------------- | ------------- | ------------- | --------- | ------- |
| Les données manquantes sont à compléter. |               |               |           |         |
| mars 1983                                | mars 2001     | Robert Mesple | PCF       |         |
| mars 2001                                | novembre 2024 | Alain Lechon  | UMP       |         |

### Intercommunalité
La commune participe à sept structures intercommunales :
- l’agence publique de gestion locale ;
- la Communauté de communes des Luys en Béarn ;
- le SIVU du Lées et affluents ;
- le syndicat d’énergie des Pyrénées-Atlantiques ;
- le syndicat intercommunal d’alimentation en eau potable Luy - Gabas - Léès ;
- le syndicat intercommunal des cinq rivières ;
- le syndicat mixte de gendarmerie de la brigade de Garlin.

Burosse-Mendousse accueille le siège du syndicat intercommunal des cinq rivières et du syndicat mixte de gendarmerie de la brigade de Garlin.

## Population et société

### Démographie
L'évolution du nombre d'habitants est connue à travers les recensements de la population effectués dans la commune depuis 1793. Pour les communes de moins de 10 000 habitants, une enquête de recensement portant sur toute la population est réalisée tous les cinq ans, les populations de référence des années intermédiaires étant quant à elles estimées par interpolation ou extrapolation. Pour la commune, le premier recensement exhaustif entrant dans le cadre du nouveau dispositif a été réalisé en 2006.

En 2022, la commune comptait 81 habitants, en évolution de +22,73 % par rapport à 2016 (Pyrénées-Atlantiques : +3,78 %, France hors Mayotte : +2,11 %).
| 1793 | 1800 | 1821 | 1831 | 1836 | 1841 | 1846 | 1851 | 1856 |
| ---- | ---- | ---- | ---- | ---- | ---- | ---- | ---- | ---- |
| 122  | 114  | 147  | 122  | 158  | 308  | 321  | 293  | 305  |

| 1861 | 1866 | 1872 | 1876 | 1881 | 1886 | 1891 | 1896 | 1901 |
| ---- | ---- | ---- | ---- | ---- | ---- | ---- | ---- | ---- |
| 285  | 273  | 270  | 282  | 303  | 301  | 231  | 227  | 224  |

| 1906 | 1911 | 1921 | 1926 | 1931 | 1936 | 1946 | 1954 | 1962 |
| ---- | ---- | ---- | ---- | ---- | ---- | ---- | ---- | ---- |
| 202  | 180  | 160  | 164  | 147  | 128  | 118  | 110  | 82   |

| 1968 | 1975 | 1982 | 1990 | 1999 | 2006 | 2011 | 2016 | 2021 |
| ---- | ---- | ---- | ---- | ---- | ---- | ---- | ---- | ---- |
| 76   | 80   | 85   | 79   | 70   | 62   | 57   | 66   | 76   |

| 2022 | - | - | - | - | - | - | - | - |
| ---- | - | - | - | - | - | - | - | - |
| 81   | - | - | - | - | - | - | - | - |

Burosse-Mendousse fait partie de l'aire d'attraction de Pau.

## Économie
La commune fait partie des zones d'appellation d'origine contrôlée (AOC) du madiran, du pacherenc-du-vic-bilh et du béarn.
L'exploitation depuis 1979 de deux puits de pétrole sur le territoire de la commune a permis l'extraction de 39,5 millions de barils en 2012 à raison de 1 700 barils d'hydrocarbure par jour ce qui représente 30 emplois et 34 000 euros pour la commune à cette date, ce qui a permis divers investissements.

## Culture locale et patrimoine

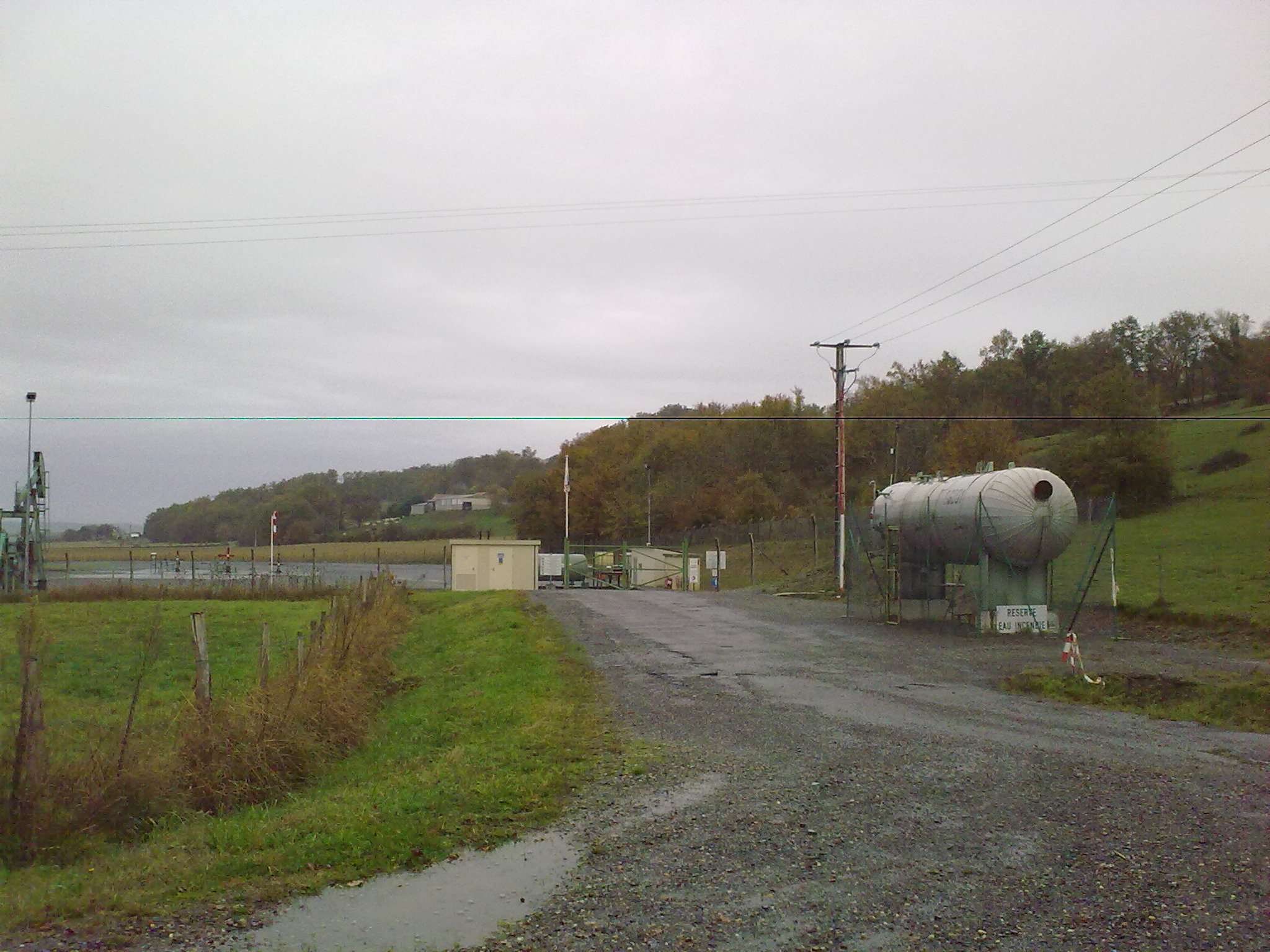
Puits de pétrole de Burosse-Mendousse.

### Patrimoine civil
Un château dont les premiers vestiges datent du XVIIe siècle se dresse à Burosse.
La commune présente un ensemble de fermes et maisons des XVIIe (maison à Mendousse-Clot), XVIIIe et XIXe siècles (ferme à Burosse-Lachique).
Un moulin du XVIIIe siècle est visible à Mendousse.

### Patrimoine religieux
L'église Saint-Jacques, à Burosse, pourrait dater du XIIIe siècle (on y trouve une dalle funéraire du XIXe siècle, inventoriée par le ministère de la Culture ainsi qu'une stèle discoïdale). Elle a été détruite en 1884 lors de la construction de l'église actuelle, Saint-Louis-Roi édifiée de 1884 à 1887. Celle-ci recèle du mobilier et des objets inscrits à l'inventaire général du patrimoine culturel et une pierre gravée de l'année 1261 dans l'élévation Nord, peut-être une transcription de la date de consécration d'une des deux églises antérieures. L'église Saint-Martin, également détruite en 1884, à Mendousse, fait aussi partie de l'inventaire général du patrimoine culturel. Le cimetière de cette dernière recèle un sarcophage du XIIe siècle ou du XIIIe siècle.